# Данъян
Данъя́н (кит. упр. 当阳, пиньинь Dāngyáng) — городской уезд городского округа Ичан провинции Хубэй (КНР).

## История
Во времена империи Цинь в этих местах был создан уезд Инсянь (郢县). При империи Хань он был переименован в Цзянлин (江陵县). В 148 году он был переименован в Данъян (当阳县).
После образования КНР в 1949 году был создан Специальный район Ичан (宜昌专区), и уезд вошёл в его состав. В 1959 году Специальный район Ичан был расформирован, а вместо него был образован Промышленный район Иду (宜都工业区), но в 1961 году Промышленный район Иду был расформирован, и был вновь создан Специальный район Ичан. В 1970 году Специальный район Ичан был переименован в Округ Ичан (宜昌地区).
В 1988 году уезд Данъян был преобразован в городской уезд.
В 1992 году город Ичан и округ Ичан были объединены в городской округ Ичан.

## Административное деление
Городской уезд делится на 3 уличный комитета и 7 посёлков.